# 维涅马勒峰

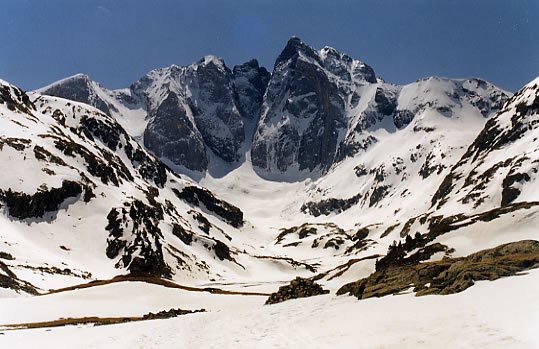

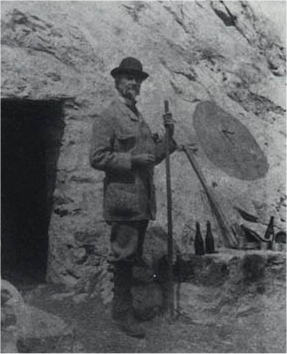

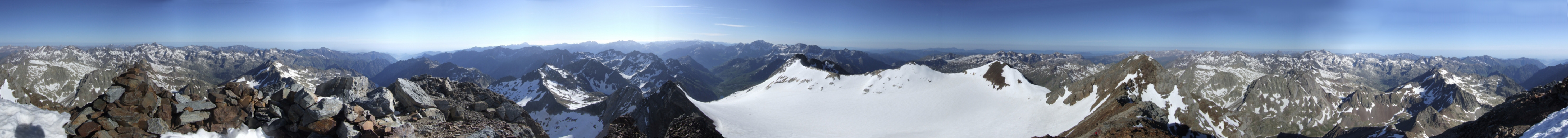

42°46′36″N 0°8′35″W / 42.77667°N 0.14306°W
维涅马勒峰（法語：Vignemale，法語發音：[viɲmal]）是歐洲的山峰，位於法國西南部上比利牛斯省和西班牙北部阿拉貢自治區之間，屬於比利牛斯山的一部分，海拔高度3,298米，人類在1792年8月2日首次登頂。